# 歌謡曲ふれあいリクエスト
歌謡曲ふれあいリクエスト（かようきょくふれあいリクエスト）は、ABSラジオ（秋田放送）制作の生放送の電話リクエスト番組である。秋田県内在住の多くの演歌・歌謡曲ファンの支持を受けている同局の長寿番組である。
1987年10月15日放送開始。番組開始時から2023年始め頃までの正式番組タイトルは「歌謡曲ふれあい電話リクエスト」（かようきょくふれあいでんわリクエスト）。

## 番組概要
毎週、トークテーマがあり、それに合わせて番組リスナーからのエピソードやメッセージを聞き、放送の中で紹介する。
リスナーからの懸賞ハガキを受付け、そのなかから当選者に生電話をして賞品を提供し（秋田銘菓金萬、清酒・新政、ポルダー潟の湯の入浴券、和食ももんのがっこ詰め合わせの中からひとつ）、リクエスト曲をオンエアする。
その他、細川レコード（秋田市土崎港地区に店舗を構える地場の老舗CD・レコードショップ。演歌・歌謡曲ジャンルの音楽ソフトの品揃えが特に豊富）からのおすすめCDも抽選でプレゼントされる。
あべの秋田弁丸出しのトークが、リスナーたちの人気を集めていた。
現在、秋田放送ラジオ（ABSラジオ）で唯一の電話リクエスト番組となった。
ABSラジオ番組表によると、2022年10月版のものまでは受付番号は電話とFAXそれぞれが掲載されていたが、2023年4月版のものより電話番号が無くなってFAX番号のみとなり、本番組のタイトル表記も「電話」が取れて「歌謡曲ふれあいリクエスト」となっている。

### 放送時間
毎年春と秋の改編期に放送時間が変更されている。ナイターオフシーズンの編成となる秋・冬は18時台に文化放送制作の帯番組（2017年10月時点では「ココロのオンガク 〜music for you〜」）が編成される関係で19時開始となっている。
ナイターシーズン（4月 - 9月）
- 月曜日
  - 19:00 - 22:00 （1988年度〜1990年度）
  - 19:00 - 21:00 （1991年度〜1995年度／1998年度〜2007年度）
  - 18:30 - 21:00 （1996年度〜1997年度／2008年度〜2012年度）
  - 18:20 - 21:00 （2013年度〜）

ナイターオフシーズン（10月 - 翌年3月）
- 木曜日 20:00 - 22:00 （スタート当初・1987年度〜1989年度）
- 月曜日 20:00 - 22:00 （1990年度〜2001年度）
- 月曜日 19:00 - 21:00 （2002年度〜）

## パーソナリティ
- 藤原美幸 （演歌歌手、1996年4月 - ）
- きり亭たん方 （落語家、2019年4月 - ）

過去のパーソナリティ
- あべ十全 （ローカルタレント、1987年10月15日 - 2017年9月18日）
- ミキ （1987年10月15日 - 1988年9月）
- 宇都宮貴子 （フリーアナウンサー、1988年10月 - 1996年3月）
- 伊藤浩秋 （ローカルタレント、1996年4月 - ）
- 井関裕貴 （ABSアナウンサー、2017年9月25日 - 2019年3月）

## 番組内容
- リクエスト
- おらの唄っこきいてけれ
- 細川レコードさん一押しシングルカセットコーナー
- 思い出の宝箱 （2024年4月から）
リスナーの心に残る思い出や振り返りたいエピソードを募集。
- 感謝の花束 （2024年4月から）
リスナーがいま誰かに伝えたい感謝の言葉や想いのメッセージを募集。

### 過去のコーナー
- 思い出の歌 （1987年・1988年当時）[3]
- グチいいたい放題 （1987年・1988年当時）[3]
- ほろ酔い談義 （1987年・1988年当時）[3]